# 塞農人

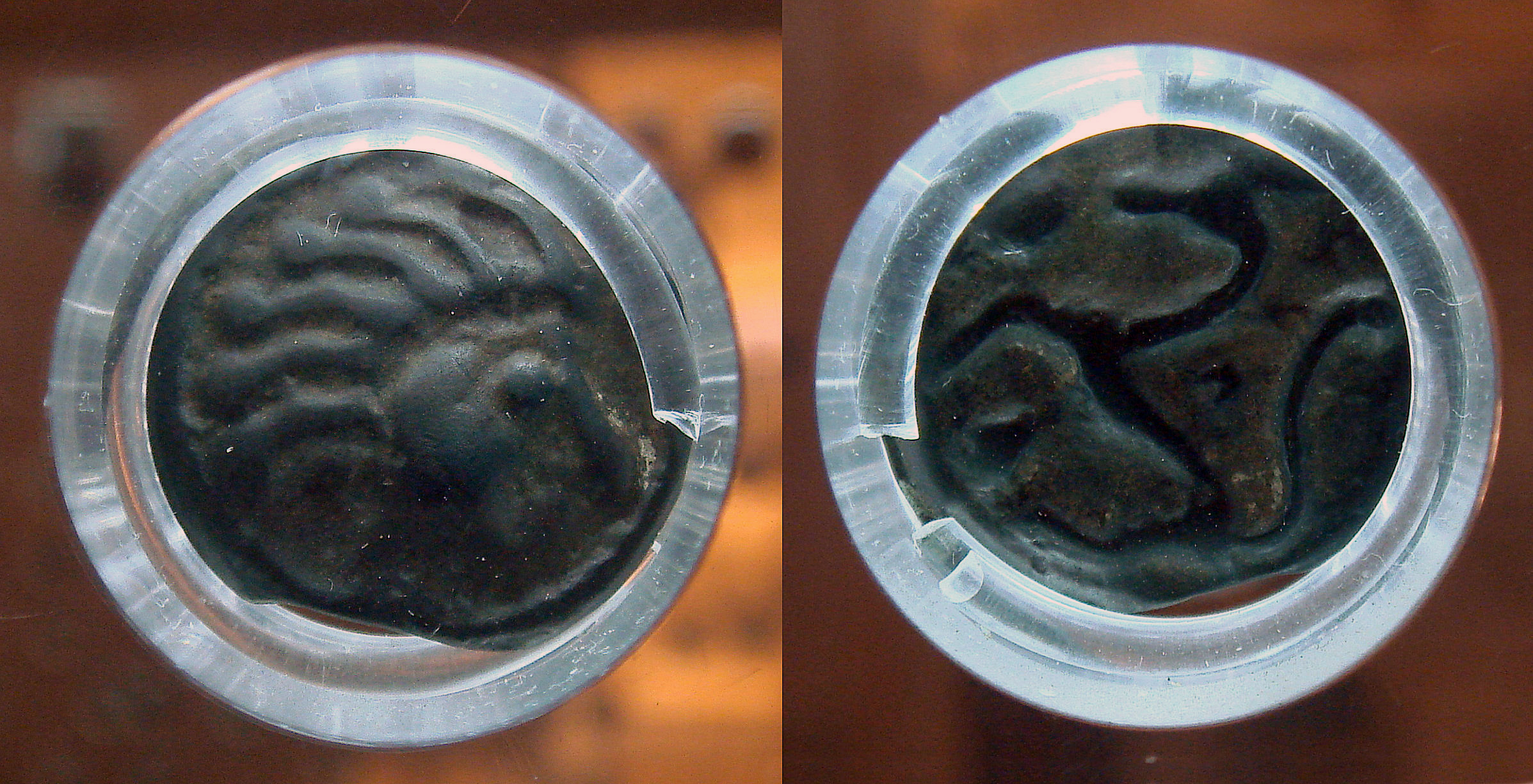
前1世紀的後半段，塞農人的錢幣

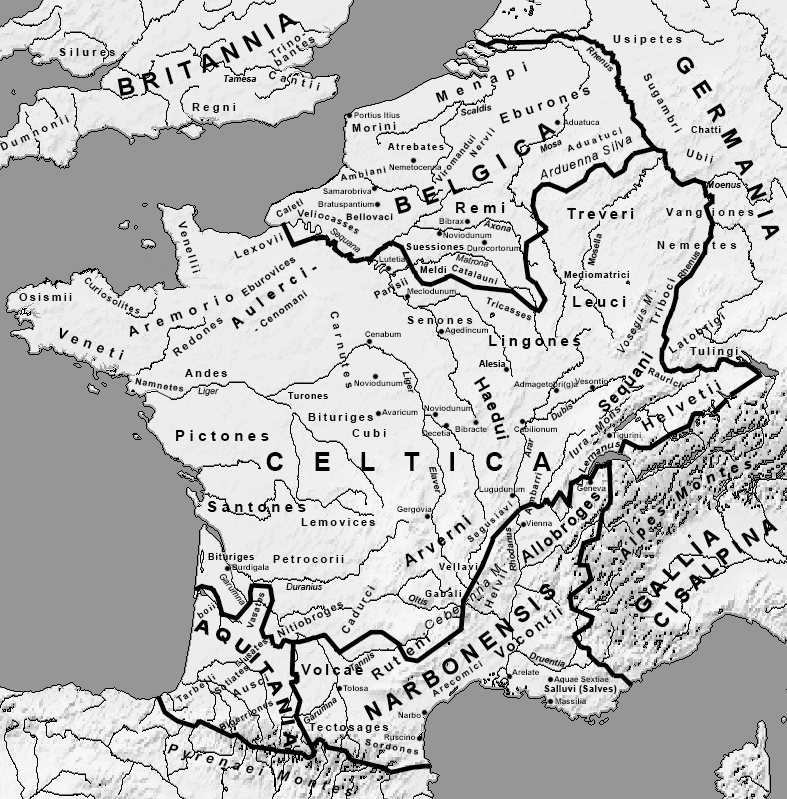
一張1世紀高盧地圖標明凱爾特部族的相對位置

塞農人(古希臘語: Σήνωνες)是個古凱爾特高盧文化的部族。

## 在山內高盧的塞農人
他們同愛杜依人、安巴里人、阿維爾尼人、奧勒西人與卡爾尼特人，加入貝洛維蘇(Bellovesus)前往義大利的遷徙。
在前400年他們越過阿爾卑斯山，趕走定居於高盧土地(Ager Gallicus)，弗利至安科纳義大利東海岸的翁布里亞人，建立塞尼加利亞城鎮, 成為他們的中心。 前391年,於首領布倫努斯的帶領下, 入侵伊特鲁里亚並包圍克魯溪烏姆。克魯西人向羅馬求援,而他們的介入, 違背中立協議,導致戰爭。羅馬人在阿里亞之戰中被擊敗(前390年7月18日)，遭到洗劫 。
塞農人騷擾羅馬人超過100年, 直到他們終於被P·科涅利乌斯·多拉倍拉平定(283 BC)，逐出領地。他們有可能組織高盧人部隊，徵招分布在多瑙河, 馬其頓及小亞細亞的人。 一個羅馬殖民地建立在森納(Sena)，名森納加利卡 (Sena Gallica，今塞尼加利亞)以區別在伊特魯里亞的森納朱利亞(Sena Julia，今西恩納)。

## 在山外高盧的塞農人
一塞農人的分支(或擁有相同名字的不同部族)定居在現今的塞纳-马恩省、卢瓦雷省與约讷省區域，於前53-51年，曾對尤利烏斯·凱撒採取敵對行動，以致他們被驅逐出Cavarinus，凱薩甚至還欽點他們的國王。前51年, 一位名為德拉比斯(Drappes)的塞農人起頭反叛，要脅山外羅馬行省, 但被逮獲而被活活餓死。從那時起，高盧塞農人從歷史上消逝，而後被併入卢格敦高卢。他們的主要城鎮是Agedincum (後來的Senones, 今桑斯), Metiosedum(今默倫；根據A. Holder的說法,今默東)， 與 Vellaunodunum (位置不明)。

## 外部連結
- Harris, W., R. Talbert, T. Elliott, S. Gillies. . Pleiades.   [February 29, 2012]. （原始内容存档于2021-08-08）. CS1 maint: Multiple names: authors list (link)
- .   [2020-10-05]. （原始内容存档于2011-02-25）.